# The Widow's Choice
The Widow's Choice è un cortometraggio muto del 1911 prodotto dalla Lubin Manufacturing Company. Il nome del regista non viene riportato nei credit del film, interpretato da Rita Davis, un'attrice non professionista apparsa in alcuni altri cortometraggi della casa di Filadelfia.

## Trama
I fratelli Harold e Jack Manning sono entrambi innamorati della stessa donna, l'affascinante vedova Dorothy Loveland. Quando Jack riceve dallo studio dove lavora l'ordine di prepararsi a un viaggio che lo porterà via per almeno un mese, Harold gioisce alla notizia. Ma, subito dopo, si ritrova abbacchiato perché gli viene ordinato di accompagnare il fratello. I due, concordi nel temere che qualcun altro possa insidiare durante la loro assenza la bella vedova, scrivono al padre, chiedendogli di tenere d'occhio Dorothy. John Manning non può far altro che aderire alla richiesta dei figli e si presenta alla vedova. Tra i due, scocca immediatamente la scintilla: John ritrova il sorriso perso ormai da lunghi anni, lei gli infila una rosa all'occhiello. Quando i due giovanotti sono di ritorno, trovano a casa la loro nuova e bella matrigna.

## Produzione
Il film fu prodotto dalla Lubin Manufacturing Company.

## Distribuzione
Distribuito dalla General Film Company, il film - un cortometraggio in una bobina - uscì nelle sale statunitensi il 12 gennaio 1911.